# 希多
希多（義大利語：Scido），是意大利雷焦卡拉布里亚省的一个市镇。总面积17平方公里，人口1005人，人口密度59.1人/平方公里（2009年）。ISTAT代码为080084。